# Jacques Leprette
Jacques Leprette, né le 22 janvier 1920 à Alexandrie (Égypte) et mort le 3 avril 2004 à Paris, est un diplomate français. Il est le fils de l'intellectuel Fernand Leprette et de Simone Guitel. Il fait ses études au lycée Hoche à Versailles puis à la faculté de droit et de lettres à Paris.

## Service aux armées
Aspirant à Casablanca en 1943, il participe à la Seconde Guerre mondiale au sein du régiment de marche de la Légion étrangère de 1943 à 1945 avec le grade de sous-lieutenant.

## L'engagement aux affaires étrangères
En 1946 il intègre l’École nationale d’administration (ENA) et ensuite entre aux Affaires étrangères. Il sert à la direction de la zone Europe de 1947 à 1949, année où il est détaché auprès du secrétariat général du Conseil de l’Europe en qualité de conseiller jusqu’en 1952. Il prend part aux négociations puis à la mise en œuvre du statut du Conseil de l'Europe. Chef de la division politique française à Berlin de 1952 à 1955, il est premier secrétaire puis conseiller de l’ambassade de France à Washington de 1955 à 1959 où il représente de la France à la commission des Caraïbes. Membre de la délégation française à la XVe assemblée générale des Nations unies en 1960, sous-directeur des affaires africaines et malgaches au Quai d’Orsay de 1959 à 1961, il est nommé ambassadeur en République islamique de Mauritanie de 1961 à 1963.  Il passe 5 années à Washington comme premier secrétaire puis 2e conseiller. Directeur du service de liaisons interministérielles pour l’Information (SLII) créé le 31 juillet 1963 par Alain Peyrefitte il est le bras droit du ministre. Nommé ministre plénipotentiaire, il devient ministre, conseiller à Washington en 1966, auprès des ambassadeurs Couve de Murville, Alphand et Lucet.
Il est un spécialiste de la diplomatie multilatérale. En 1971, il est nommé directeur des organisations internationales aux Nations unies et au ministère des Affaires étrangères, poste qu’il occupe jusqu’en 1974. Il prend ensuite de poste de directeur adjoint des Affaires politiques à l’administration centrale puis d’ambassadeur représentant permanent de la France au Conseil de sécurité et chef de la mission permanente française près les Nations unies de 1976 à 1981 ; à ce poste, il cumule les fonctions de président du Conseil de sécurité de l’ONU.
Membre de la délégation française à l’Assemblée générale des Nations unies, ambassadeur représentant permanent de la France auprès des Communautés européennes à Bruxelles de 1982 à 1985, il est élevé à la dignité d’Ambassadeur de France en 1984. De 1985 à 1987, il est chargé de la conception et de l'organisation des deux premiers sommets de la Francophonie à Paris puis à Québec. Président du comité préparatoire du premier sommet des pays ayant le Français en partage, ancien représentant de la France à la commission des droits de l’Homme des Nations unies, titulaire du prix de la francophonie de l’Académie française, il est reçu à l’Académie des sciences morales et politiques au fauteuil laissé vacant par le décès du grand philosophe protestant Oscar Cullmann, le 30 novembre 1999. Il reçoit son épée d’académicien, œuvre du joaillier Dominique Muller, des mains du ministre des Affaires étrangères, le 23 juin 2000. Cette épée porte, en relief, sur la garde, la grenade à sept flammes.
Membre de la Commission nationale consultative des Droits de l’homme de 1989 à 1999, il appartient au Conseil supérieur de l’Agence France-Presse, depuis 1995. Il est élu à la présidence de L’académie de la Paix et de la Sécurité Internationale fondée par René Cassin, Boutros Boutros-Ghali et René-Jean Dupuy. Auteur de « Le Statut international de Triest » et  d’« Une Clef pour l’Europe » en 1995, il reçoit le prix des Ambassadeurs et le prix de l’Académie des sciences morales et politiques. Un grave accident de santé survenu, au Palais de l’Institut, le 24 novembre 2003, le terrasse et lui enlève l’usage de la parole.  Il meurt le 3 avril 2004 et ses obsèques sont célébrées le 8 avril, à l’Hôtel des Invalides. Monsieur Renaud Denoix de Saint Marc est élu le 29 novembre 2004 dans la section générale de l’Académie des sciences morales  et politiques au fauteuil de Jacques Leprette.

## Distinctions
- Commandeur de la Légion d'honneur
- Commandeur de l'ordre national du Mérite
- Croix de guerre 1939–1945
- Bronze Star Medal (USA)
- Officier de l'Ordre national du Québec [3].

Docteur en droit, diplômé de l'École nationale d'administration et de l'École libre des sciences politiques, il est ambassadeur de France, membre du Conseil de sécurité des Nations unies à New York de 1976 à 1982, représentant permanent de la France auprès des Communautés européennes à Bruxelles de 1982 à 1985 et représentant de la France au Haut-Commissariat des Nations unies aux droits de l'homme de 1987 à 1990. Il est élu membre de l'Académie des sciences morales et politiques en 1999.

## Publications
- Le Statut international de Trieste, Paris, A. Pedone, 1949
- Une clef pour l'Europe, Bruxelles, E. Bruylant, 1994
- Notice sur la vie et les travaux d'Oscar Cullmann, Institut de France, 24 avril 2001